# Akash Khullar
Akash Khullar (ur. 20 lutego 1991) – nowozelandzki zapaśnik walczący w stylu wolnym. Zajął 30. miejsce na mistrzostwach świata w 2017. Siódmy na igrzyskach wspólnoty narodów w 2018. Złoty medalista mistrzostw Oceanii w 2017 roku.